# 特里亚西诺夫斯基农村居民点
特里亚西诺夫斯基农村居民点（俄语：Трясиновское сельское поселение）是俄罗斯联邦伏尔加格勒州绥拉菲摩维奇区所属的一个农村居民点。其下辖有10个居民点，行政中心为特里亚西诺夫斯基。据2016年统计，该农村居民点的人口为947人。